# Charlie Parker with Strings
Charlie Parker with Strings ist ein Jazz-Album von Charlie Bird Parker. Die im Januar 1995 erschienene Compact Disc basiert auf den zwei 10-inch-Langspielplatten Bird with Strings (Vol. 1/2), die am 30. November 1949 und 5. Juli 1950 von Mercury Records in New York City aufgenommen und 1950 veröffentlicht wurden.

## Charlie Parkers Streichersessions
Norman Granz brachte Parker, der seit 1949 bei Mercury Records unter Vertrag war, bereits Ende 1947 für die Aufnahme des Stücks „Repetition“ mit einer Streicherformation unter der Leitung von Neal Hefti zusammen, als Aufnahmen für das Plattenprojekt The Jazz Scene entstanden. Parkers Versuche ereigneten sich in einer Phase, als sich der Jazz nicht länger als Zentrum der populären Musik verstand. Das spontane Gastspiel bei der Hefti-Session 1947 war Auslöser für Parker, die ihn dazu brachte, in den nächsten zwei Jahren ein Konzept für die Einbindung von Streichern vorzubereiten. Die Sessions vom November 1949 bzw. im Juli 1950 realisierten außerdem „die Vorstellung von Norman Granz, mit der Verknüpfung von Bebopjazz und klassischem Streichersound neue Klangfarben und auch neue Aussagen zu finden.“ Parker wurde für die Aufnahmen in den Kontext eines zehnköpfigen Streicher-Ensembles und einer Jazz-Rhythmusgruppe gebracht, die fast seinem regulären Bebop-Quintett entsprach; statt Thelonious Monk (wie bei Bird and Diz) oder Al Haig (bei Bird at St. Nick’s, 1950) waren hier weitgehend unbekannt gebliebenen Stan Freeman bzw. Bernie Leighton die Pianisten.
Mit den Streicher-Aufnahmen bekannter Jazzstandards wie Summertime, Out of Nowhere, Laura, I’ll Remember April oder They Can’t Take That Away from Me erfüllte sich für den Saxophonisten ein lang gehegter Wunsch. Die Arrangements für die Juli-Session lieferte der Orchesterleiter Joe Lipman, während für die November-Sitzung, bei der auch Oboe (Mitch Miller) und Waldhorn eingesetzt wurden, Jimmy Carroll verantwortlich war. Die Aufnahmen wurden zu Parkers erfolgreichsten Schallplatten zu Lebzeiten und führten zu einem Live-Auftritten mit Streicherbegleitung im August und September 1950 im Apollo Theater und in der Carnegie Hall und 1952 zu weiteren Sessions mit Streichern, an denen auch die Trompeter Al Porcino und Bernie Privin mitwirkten.

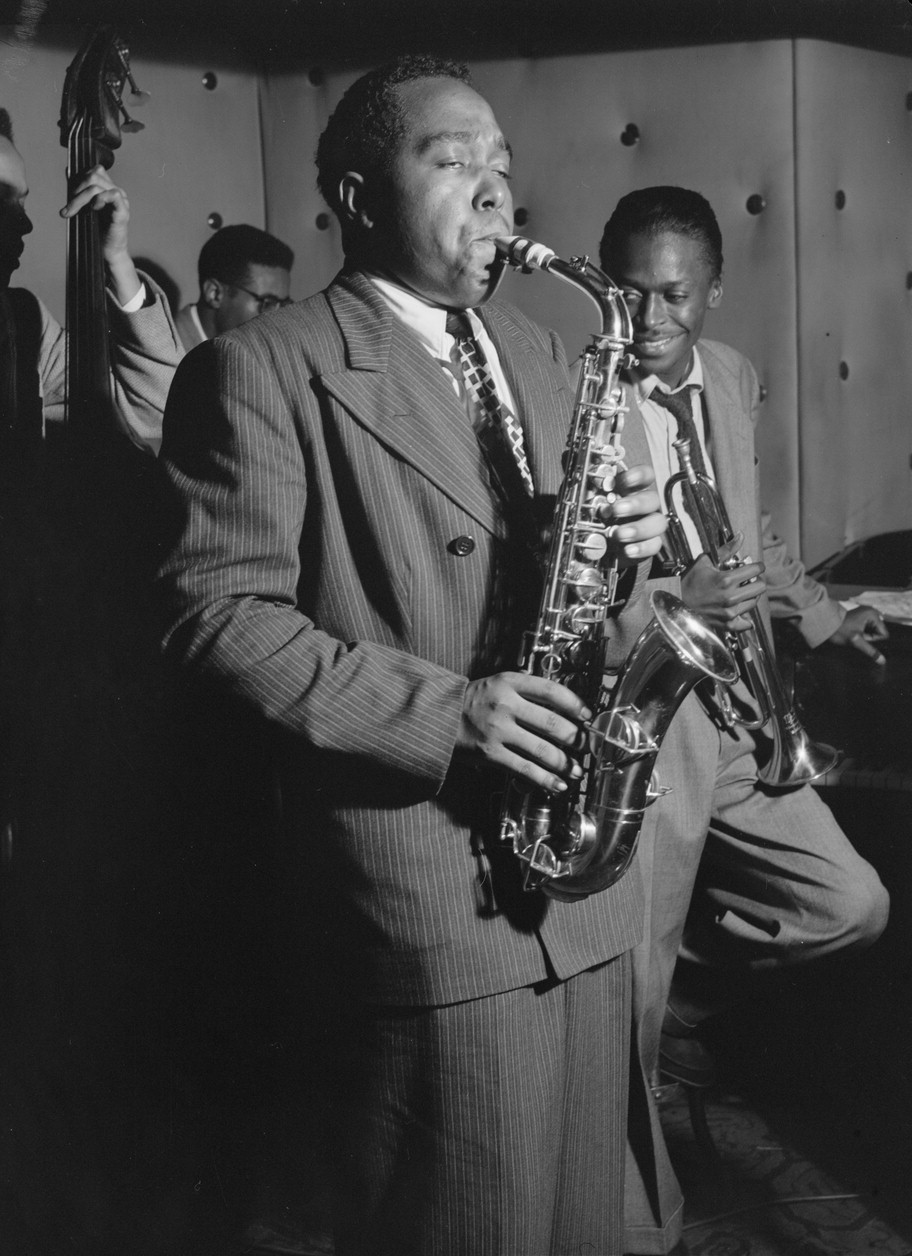
Charlie Parker mit Tommy Potter, Miles Davis, Max Roach um 1947.
Fotografie von William P. Gottlieb.

## Würdigung
Der Parker-Forscher Phil Schaap sieht in dem Ausscheiden Miles Davis’ aus dem Parker-Quintett im Dezember 1948 einen Wendepunkt in der musikalischen Karriere Parkers; mit der Fusion von klassischer und Jazzmusik habe er damals eine Formel vorgegeben, die später von vielen Jazzmusikern wiederholt wurde, um eine mehr entspannte, Pop-orientierte Seite ihres Schaffens auszudrücken und die Bekanntheit ihrer Musik zu erweitern. Schaap sieht in dem Album „einen Türöffner, der es improvisierenden Musikern bis zum heutigen Tag erlaubt, nach einer üppigen Hintergrundstruktur zu suchen“ und erinnert an ähnlich ausgerichtete Projekte von Stan Getz (Focus, 1961), Johnny Hodges, Chet Baker, Harry Carney, Clifford Brown (Clifford Brown with Strings, 1955), Billie Holiday (Lady in Satin, 1958) und Wynton Marsalis.
Seit ihrem Erscheinen waren die Streicheraufnahmen Parkers beim Jazzpublikum heftig umstritten; diese Kontroverse spiegelt auch die unterschiedliche Bewertung des Albums bei den Kritikern wider; während der Allmusic dem Album die Höchstnote verlieh und die „Kollection (als) üppig, poetisch, romantisch wie die Hölle und das perfekte Gegengift für jemanden, der Platten mit undiszipliniertem Geblase übersättigt“ sei, schilderten würdigten Richard Cook und Brian Morton es lediglich mit drei Sternen und räumten mit der Legende von, „der (angeblichen) Ungeduld Parkers mit dem smooth setting“ auf. Hingegen befanden die Autoren, dass seine Solokonstruktion in „Stella By Starlight“ meisterhaft sei. Brian Priestley hebt insbesondere Parkers Solo in Just Friends hervor; ansonsten versuche er häufig zu straight zu spielen. Im Jahr 1988 wurden die Aufnahmen in die Grammy Hall of Fame aufgenommen.

## Editionsgeschichte
Unter der Produktion von Norman Granz wurde das Material der ersten Session vom 30. November 1949 auf der 10-inch-LP Charlie Parker With Strings (Mercury MG-35010) veröffentlicht, alle sechs Songs waren Standardmaterial des Great American Songbook. Der Erfolg des ersten Albums führte zu einer weiteren Session am 5. Juli 1950, deren Stücke auf Charlie Parker With Strings (Vol. 2) (Mercury MGC-109) erschienen, darauf weitere acht Standards. Das Album erschien dann auf Granz’ Clef Records (MGC 675) in Form einer 12-inch-LP, später auch auf Verve (MGV 8004) unter dem Titel The Genius Of Charlie Parker, #2 – April In Paris. Nach diversen weiteren Ausgaben in LP-Form editierte 1995 Verve Records dieser vierzehn Stücke auf einer Compact Disc, ergänzt um weitere zehn Stücke wie die erwähnte Hefti-Session von 1947, fünf Stücke von einem Live-Mitschnitt aus der Carnegie Hall vom 17. September 1950; vier von einer weiteren Studiosession im Januar 1952 und schließlich ein Stück von einem früheren Konzert in der Carnegie Hall im Dezember 1947.

## Stücke der Original-Alben und Besetzung

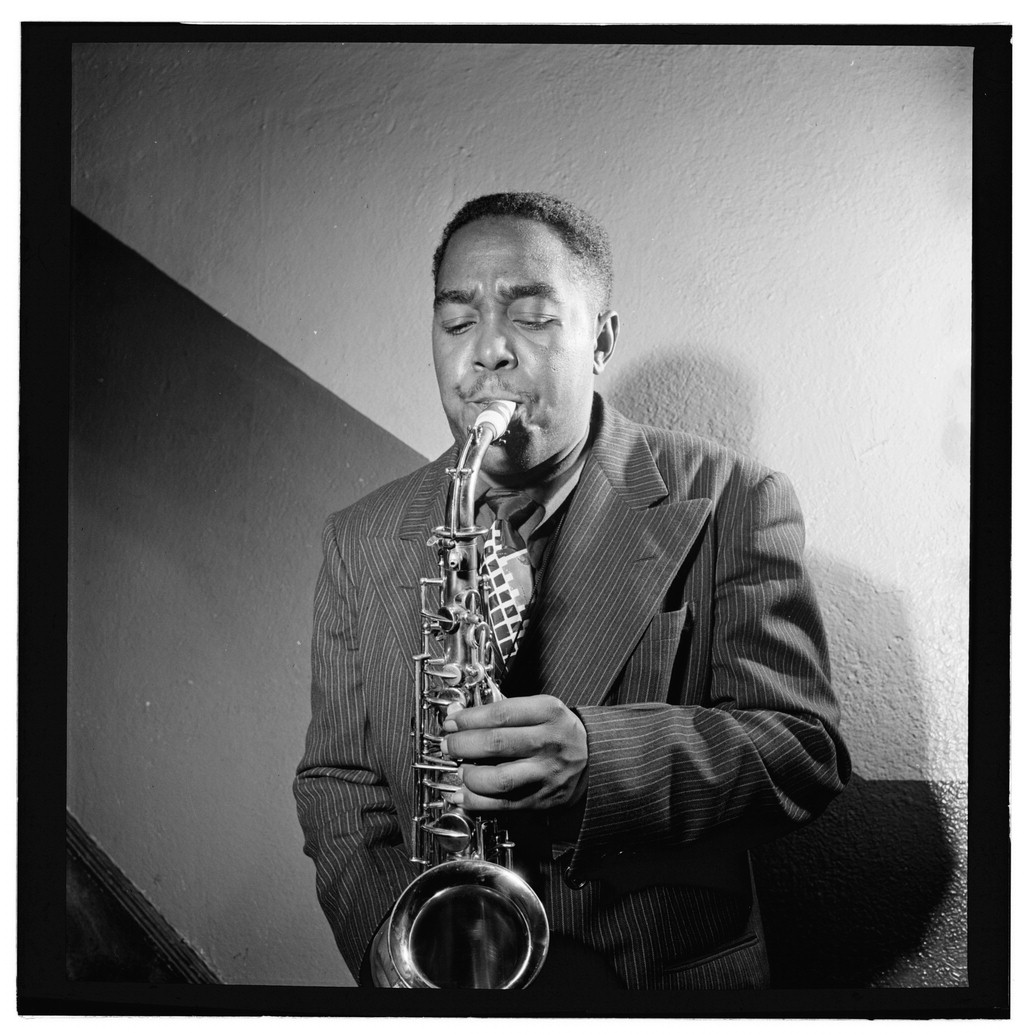
Charlie Parker bei einem Auftritt in der Carnegie Hall, New York City, ca. 1947. Foto: William P. Gottlieb

- Charlie Parker with Strings (Mercury MG-35010)
  - Charlie Parker: Altsaxophon, Mitch Miller: Oboe; Bronisław Gimpel, Max Hollander, Milton Lomask: Violinen; Frank Brieff: Viola; Frank Miller: Cello; Myor Rosen: Harfe; Stan Freeman: Piano; Ray Brown: Bass; Buddy Rich: Schlagzeug; Jimmy Carroll – Arrangement und Leitung.

  1. Just Friends (John Klenner, Sam M. Lewis) – 3:30
  2. Everything Happens to Me (Tom Adair, Matt Dennis) – 3:15
  3. April in Paris (Vernon Duke, E. Y. Harburg) – 3:12
  4. Summertime (George Gershwin, Ira Gershwin, DuBose Heyward) – 2:46
  5. I Didn’t Know What Time It Was (Richard Rodgers, Lorenz Hart) – 3:12
  6. If I Should Lose You (Ralph Rainger, Leo Robin) – 2:46
- Charlie Parker with Strings (Mercury MGC-109)
  - Parker: Altsaxophon; Joseph Singer: Waldhorn; Eddie Brown: Oboe; Sam Caplan, Howard Kay, Harry Melnikoff, Sam Rand, Zelly Smirnoff: Violinen; Isadore Zir: Viola; Maurice Brown: Cello; Verley Mills: Harfe; Bernie Leighton: Piano; Ray Brown: Bass; Buddy Rich: Schlagzeug; Joe Lipman: Arrangement und Leitung; Xylophone und Tuba

  1. Dancing in the Dark (Arthur Schwartz, Howard Dietz) – 3:10
  2. Out of Nowhere (Johnny Green, Edward Heyman) – 3:06
  3. Laura (David Raksin, Mercer) – 2:57
  4. East of the Sun (and West of the Moon) (Brooks Bowman) – 3:37
  5. They Can’t Take That Away from Me (G. Gershwin, I. Gershwin) – 3:17
  6. You’d Be So Easy to Love (Cole Porter) – 3:29
  7. I’m in the Mood for Love (Jimmy McHugh, Dorothy Fields) – 3:33
  8. I’ll Remember April (Gene De Paul, Pat Johnson, Don Raye) – 3:02

## CD-Veröffentlichung 1995 und Besetzung
Alle anderen Stücke wie oben angegeben.
- Charlie Parker with Strings: The Master Takes (Verve 314 523 984-2)
  1. What Is This Thing Called Love? (Porter) – 2:55
  2. April in Paris (Duke, Harburg) – 3:13
  3. Repetition (Neal Hefti) – 2:48
  4. You'd Be So Easy to Love (Porter) – 2:25
  5. Rocker (Gerry Mulligan) – 3:00

  - Parker: Altsaxophon; Tommy Mace: Oboe; Sam Caplan, Ted Blume, Stan Karpenia: Violinen; Dave Uchitel: Viola; Wallace McManus: Harfe; Al Haig: Piano; Tommy Potter: Bass; Roy Haynes: Schlagzeug; Cello

  1. Temptation (Nacio Herb Brown, Arthur Freed) – 3:31
  2. Lover (Richard Rodgers, Lorenz Hart) – 3:06
  3. Autumn in New York (Vernon Duke) – 3:29
  4. Stella by Starlight (Victor Young, Ned Washington) – 2:56

  - Parker: Altsaxophon; Al Porcino, Chris Griffin, Bernie Privin: Trompeten; Will Bradley, Bill Harris: Posaunen; Murray Williams, Toots Mondello – Altsaxophone; Hank Ross: Tenorsaxophon; Stan Webb: Baritonsaxophon; Artie Drelinger: Holzblasinstrumente; Caplan, evtl. Sylvan Shulman und Jack Zayde: Violinen; Mills: Harfe; Lou Stein – Piano; Bob Haggart: Bass; Don Lamond: Schlagzeug; Joe Lipman – Arrangeur und Leiter; weitere Holzbläser, Violinen, Violen und Cello

  1. Repetition (Hefti)- 2:57

  - Parker: Altsaxophon; Vinnie Jacobs: Waldhorn; Porcino, Doug Mettome, Ray Wetzel: Trompeten; Bill Harris, Bart Varsalona: Posaunen; John LaPorta: Klarinette; Williams, Sonny Salad: Altsaxophone; Pete Mondello, Flip Phillips: Tenorsaxophone; Manny Albam; Baritonsaxophon; Caplan, Smirnoff, Gene Orloff, Manny Fiddler, Sid Harris, Harry Katzmann: Violinen; Nat Nathanson, Fred Ruzilla: Violen; Joe Benaventi: Cello; Tony Aless: Piano; Curly Russell: Bass; Shelly Manne: Schlagzeug; Diego Iborra: Perkussion; Neal Hefti: Arrangeur und Leiter